# Ponferrada (kommunhuvudort)
Ponferrada är en kommunhuvudort i Spanien.   Den ligger i provinsen Provincia de León och regionen Kastilien och Leon, i den nordvästra delen av landet, 300 km nordväst om huvudstaden Madrid. Ponferrada ligger 519 meter över havet och antalet invånare är 68 736.
Terrängen runt Ponferrada är kuperad åt sydost, men åt nordväst är den platt. Runt Ponferrada är det ganska tätbefolkat, med 199 invånare per kvadratkilometer. Ponferrada är det största samhället i trakten. I omgivningarna runt Ponferrada växer i huvudsak blandskog.